# Agencia Digital de Innovación Pública
Agencia Digital de Innovación Pública de la Ciudad de México (ADIP) es una institución pública perteneciente al gobierno de la Ciudad de México, encargada del diseño e implementación de soluciones digitales para resolver problemas públicos, así como diseñar, conducir y vigilar la puesta en marcha de políticas de gestión de datos, gobierno abierto, gobierno digital y gobernanza tecnológica.

## Historia
La ADIP fue creada en diciembre de 2018, durante el gobierno de Claudia Sheinbaum como un espacio fundamental para proponer soluciones a problemas de la población de la Ciudad de México: 
Cuando fui jefa de Gobierno, creamos la Agencia Digital de Innovación Pública (ADIP), fue elemental para diseñar e implementar soluciones digitales enfocadas a resolver problemas para la población y facilitar la interacción entre gobierno y ciudadanía. Algunos ejemplos de lo que logramos a través de la ADIP fue la expedición de copias certificadas de actas de nacimiento, matrimonio y defunción; la emisión de la licencia digital, tarjeta de circulación, constancias de no antecedentes penales o denuncias digitales.
Su creación fue publicada en la Gaceta Oficial el 31 de diciembre de 2018.

## Funciones
Desde su creación en 2019, los proyectos de la ADIP se han guiado por cinco principios básicos: 
- Bienestar de la sociedad
- Innovación pública para cerrar brechas de accesibilidad a la tecnología e internet
- Servir a la ciudadanía y hacer eficiente su interacción con el gobierno
- La tecnología como un mecanismo para exigir derechos
- Autosuficiencia

Su misión es unificar  estrategias y acciones del gobierno de la Ciudad en materia de tecnología, datos públicos y conectividad, con el fin de fortalecer el control del ejercicio gubernamental y empoderar a la ciudadanía.
Las metas principales de la ADIP son: 
- La elaboración de un registro digital para todo uso y aplicación del dinero público
- La eliminación, reducción y simplificación de trámites en la prestación del servicio público para la ciudadanía
- El establecimiento de un sistema de ventanilla única de atención ciudadana
- El acercamiento de la gente al Gobierno mediante la digitalidad

Para romper la brecha que separa a las comunidades del Gobierno, la ADIP busca facilitar la interacción mediante herramientas tecnológicas que eviten el constante desplazamiento a oficinas públicas que obstaculizan la vida diaria de la ciudadanía. 
Metas específicas:
- Elaborar un registro digital para todo uso y aplicación del dinero público.
- Eliminación, reducción y simplificación de trámites en la prestación del servicio público para la ciudadanía.
- Establecer un sistema de ventanilla única de atención ciudadana para reducir los costos y el tiempo de interacción entre Gobierno y ciudadanía.
- Eliminar intermediarios entre el Gobierno de la Ciudad de México y las comunidades, así como cerrar espacios para la corrupción.
- Iniciar la mudanza digital de los servicios públicos para facilitar la interacción de la ciudadanía con el Gobierno de la CDMX y así evitar el constante desplazamiento a oficinas públicas que obstaculizan la vida diaria de la población.
- Aumentar la conectividad en el territorio geográfico de la Ciudad de México.
- Generar normatividad tecnológica para la homologación en la compra de tecnología por parte de las dependencias y órganos de la administración pública de la Ciudad de México.
- Elaborar un archivo digital histórico de la Ciudad de México en todos sus indicadores y ponerlo a disposición del Gobierno y la ciudadanía para su consulta, análisis y explotación.
- Promover políticas públicas basadas en evidencia, a través de un registro de la Ciudad de México en todos sus indicadores.[6]  [7]

## Cinco años de Transformación Digital
En el año 2023, el entonces jefe de gobierno, Martí Batres Guadarrama, encabezó el informe Cinco Años de Transformación Digital en la Ciudad de México” en el Antiguo Palacio del Ayuntamiento, donde afirmó que:
la Ciudad de México ha emprendido una revolución tecnológica desde el inicio de la administración, con proyectos que ponen el internet y plataformas de servicios al alcance de todos los sectores de la población, con el objetivo de disminuir la brecha de desigualdad digital.
La ADIP trabaja en la reducción y simplificación de trámites para la apertura de negocios de manera cien por ciento digital; la creación de Plaza Pública, plataforma que permite hacer consultas ciudadanas digitales; el Portal de Datos Abiertos  y la App CDMX, que contiene, entre otras herramientas, el módulo de Movilidad Integrada para conocer en tiempo real el estatus del transporte público; la puesta en marcha de las Escuelas de Código en los Puntos de Innovación, Libertad, Arte, Educación y Saberes; y la implementación en LOCATEL de la Línea SOS Mujeres *765.
De acuerdo al balance presentado en noviembre de 2023 los trámites gubernamentales se redujeron de 2 mil 100 a 515. Para 2025, cada mes las personas que habitan la CDMX realizan más de un millón de trámites, y 75 por ciento de ellos tienen una salida total o parcialmente digital. 
Además de la App CDMX, la ADIP ha realizado otros desarrollos que tienen por objetivo servir a la ciudadanía. Muchos de ellos han implicado la creación en paralelo de un marco normativo digital muy importante sin cuya existencia sería imposible para la Agencia el cumplimiento de sus objetivos. Algunos de ellos son:
- Mejora regulatoria
- Llave CDMX
- RETyS
- Denuncia digital
- Tianguis Digital
- Portal de Datos Abiertos
- SIBIS (Sistema de Información de Bienestar Social).

## Reconocimientos
- El Premio a la Innovación en Transparencia para la Mejora de la Gestión Institucional 2019, otorgado por el Instituto Nacional de Transparencia, Acceso a la Información y Protección de Datos personales (INAI), gracias a su portal Datos Abiertos.
- En 2020, el Premio de Oro de la World Sustainable Cities Organization (WeGO), en la categoría de “Ciudad Segura”, por las aplicaciones Mi Taxi , Mi Negocio , Mi C911E y Camina Libre, Camina Segura.
- Latam Smart City Awards 2022, en la categoría de Transformación Digital, por la creación de Tianguis Digital, una herramienta para el registro, conducción, monitoreo y democratización de las contrataciones públicas.[10][11]